# 比叡山鐵道
比叡山鐵道株式會社（日语：／）是一家總部位於滋賀縣大津市，專營纜索鐵路的鐵路公司。為京阪控股的合併子公司。過去曾經經營保險代理店和旅行業者的代理店業務。
在總部設於滋賀縣的鐵路、巴士公司中，此公司是少數Surutto KANSAI協議會聯盟公司之一。但是公司內的路線不可使用PiTaPa和ICOCA等IC卡。
此外，在滋賀縣內可使用Surutto KANSAI的卡之交通工具中，只有比叡山鐵道、京阪京津線，以及京阪巴士和京都巴士比良線（冬季暫停服務）的巴士路線。

## 歷史
以下附近特別註明外，均參考自比叡山鉄道株式会社 (2003，第48-55頁)。
- 1924年（大正13年）10月23日 比叡登山鐵道株式會社成立。
- 1926年（昭和元年）12月27日 公司改名為比叡山鐵道株式會社。
- 1927年（昭和2年）3月15日 路線開業，開始營業。
- 1945年（昭和20年）3月19日 在企業整備令下暫停營業。
- 1946年（昭和21年）8月7日 營業重開。
- 1966年（昭和41年）3月30日 比叡山山上的土產店和食堂開始營業。
- 1968年（昭和43年） 京都塔酒店內開設商店。
- 1972年（昭和47年）6月22日 開始保險代理店業務（東京海上火災保險（日语：東京海上日動火災保険）代理店）。
- 1983年（昭和58年）8月31日 比叡山山上和京都塔酒店內的商店和食堂結業。
- 1992年（平成4年） 親公司京福電氣鐵道把比叡山鐵道所有股份轉讓給京阪電氣鐵道，自此成為京阪的子公司，京阪集團的一員。
- 1998年（平成10年）4月10日 開始旅行代理店業務（京阪交通社代理店）。
- 2001年（平成13年）3月31日 不再負責損害保險代理店。

## 路線
| 中文線名                 | 日文線名 | 起點     | 終點       | 距離（公里） |
| ------------------------ | -------- | -------- | ---------- | ------------ |
| 比叡山鐵道線（坂本纜車） |          | 纜索坂本 | 纜索延曆寺 | 2.0          |

## 注腳
1. 1 2 3 4 5 6  鐵道統計年報平成29年度版 - 國土交通省
2. 1 2   (PDF). 京阪ホールディングス: 9. 2021-06-18  [2021-06-20]. （原始内容存档 (PDF)于2021-11-19） （日语）.
3. ↑  國土交通省鐵道局監修《鐵道要覧》令和元年度版，電氣車研究會、鐵道圖書刊行會

## 外部連結
- 坂本纜車 （页面存档备份，存于）（日語）
- 比叡山鐵道 坂本纜車【官方】的X（前Twitter）
- 比叡山鐵道株式會社的Instagram帳戶